# كتانية صغيرة السداة
الكتانية صغيرة السداة (باللاتينية: Linaria micrantha) نوع نباتي يتبع جنس الكتانية من الفصيلة الحملية من رتبة الشفويات.

## الموئل والانتشار
تنتشر في بلاد الشام ومصر والمغرب العربي ومعظم مناطق حوض البحر الأبيض المتوسط.

## مرادفات للاسم العلمي
- (باللاتينية: Antirrhinum michranthum Cav.)
- (باللاتينية: Linaria parviflora Desf.)
- (باللاتينية: Linaria arvensis subsp. micrantha (Cav.) Lange)
- (باللاتينية: Linaria arvensis subsp. parviflora (Desf.) Arcang.)